# Babindol
Babindol (Hongaars: Babindál) is een Slowaakse gemeente in de regio Nitra, en maakt deel uit van het district Nitra.
Babindol telt 672 inwoners.
Lang waren de Hongaren in de meerderheid in het dorp, tegenwoordig vormen ze de grootste minderheid in de gemeente. Het dorp behoort tot de etnisch Hongaarse enclave Zoboralja.